# Třebovice (Ostrawa)
Třebovice – jeden z 23 obwodów miejskich miasta statutarnego Ostrawy, stolicy kraju morawsko-śląskiego, we wschodnich Czechach. Jest to także jedna z 39 gmin katastralnych w jego granicach o nazwie Třebovice ve Slezsku i powierzchni 282,055 ha. Populacja w 2001 wynosiła 1698 osób, zaś w kwietniu 2012 odnotowano 589 adresów. 
Położona jest u ujścia Opawy do Odry, w zachodniej części miasta, na Śląsku Opawskim.

## Demografia[2]
| Rok             | 1869 | 1880 | 1890 | 1900 | 1910 | 1921 | 1930 | 1950 | 1961 | 1970 | 1980 | 1991 | 2001 |
| --------------- | ---- | ---- | ---- | ---- | ---- | ---- | ---- | ---- | ---- | ---- | ---- | ---- | ---- |
| Liczba ludności | 557  | 655  | 701  | 832  | 1067 | 1263 | 1867 | 1937 | 1253 | 1540 | 1762 | 1620 | 1698 |